# Звьоздін Олександр Григорович
Олександр Григорович Звьоздін (Звездін) (19 листопада 1903, станиця Ніколаєвська Лабінського відділу Кубанської області, тепер Успенського району Краснодарського краю, Російська Федерація — 22 грудня 1997, місто Москва, Російська Федерація) — радянський діяч, сталевар мартенівських печей ливарно-механічного заводу імені Кагановича міста Любліно Московської області. Депутат Верховної Ради СРСР 2-го скликання. Герой Соціалістичної Праці (5.11.1943).

## Життєпис
Народився в родині фельдшера, мати була домогосподаркою. Після закінчення чотирьох класів початкової школи працював спочатку в батьківському господарстві, з 1928 року — в колгоспі, де став бригадиром.
У 1932 році закінчив курси сталеварів на заводі імені Леніна в місті Ростові-на-Дону.
У 1932 році працював на будівництві заводу «Можрез» (згодом — ливарно-механічного заводу імені Кагановича) Народного комісаріату шляхів сполучення СРСР у місті Любліно Московської області. З листопада 1932 року був другим та першим підручним сталевара, а потім — одним із перших сталеварів мартенівської печі на цьому заводі. Завдяки науковому підходу до плавки металу, досяг високої продуктивності та ефективності виробництва. Першим із сталеварів за одну зміну з 15-тонної печі виплавив 40 тонн сталі, скоротивши виробничий процес із 5 до 3,5 годин. Незважаючи на такий режим роботи, піч при нормі 400—450 плавок дала без жодного ремонту 717 плавок. Член ВКП(б).
У роки німецько-радянської війни продовжував тримати ефективність плавки в 40 тонн за зміну за загальної норми виробітку в 22 тонни, при цьому працюючи біля печі всього з одним підручним. Йому ж належали ініціативи використовувати не донбаське (яке було недоступне через окупацію цього регіону німецькими військами), а підмосковне вугілля, а також освоїти карбюраторний процес виробництва.
Указом Президії Верховної Ради СРСР від 5 листопада 1943 року за «особливі заслуги у забезпеченні перевезень для фронту і народного господарства та визначні досягнення у відновленні залізничного господарства у важких умовах воєнного часу» Олександру Звьоздіну було присвоєно звання Героя Соціалістичної Праці з врученням ордену «Серп та Молот».
У грудні 1946 року закінчив Центральні технічні курси Міністерства шляхів сполучення СРСР, у 1951 році — Московський електромеханічний інститут інженерів транспорту. 
Продовжував працювати на ливарно-механічному заводі міста Любліно Московської області: був начальником зміни сталеливарного цеху, начальником розливного прольоту, заступником начальника цеху і заступником головного металурга. 
З 1959 року — персональний пенсіонер союзного значення у Москві.
Помер 22 грудня 1997 року в Москві. Похований на Люблінському цвинтарі Москви.

## Звання
- технік-лейтенант тяги (1944)

## Нагороди
- Герой Соціалістичної Праці (5.11.1943)
- орден Леніна (5.11.1943)
- медалі